# Ferrari BR20
Ferrari BR20 – samochód sportowy klasy wyższej typu one-off wyprodukowany pod włoską marką Ferrari w 2022 roku.

## Historia i opis modelu
Pod koniec listopada 2021 roku Ferrari przedstawiło kolejny w wówczas nieco ponad 10-letniej historii unikatowy model zbudowany na specjalne, indywidualne zamówienie klienta, tzw. one-off. Jako bazę techniczną dla modelu BR20 wykorzystane zostało wycofane rok wcześniej z produkcji sportowe shooting brake Ferrari GTC4Lusso - w przeciwieństwie do niego jednak, nadwozie zyskało niżej opadającą linię dachu, zapożyczając jednocześnie od niego deskę rozdzielczą.
Pod kątem stylistycznym Ferrari BR20 zyskało całkowicie unikalny projekt wyróżniający się awangardowo ukształtowanymi detalami, jak i nawiązaniami do dawnych konstrukcji włoskiej firmy jak np. 599 GTB. Inspiracją były także klasyczne konstrukcje z lat 50. i 60. XX wieku przy kształtowaniu wlotów powietrza czy linii nadwozia.
Do napędu Ferrari BR20 wykorzystany został stosowany już w innych konstrukcjach włoskiej firmy silnik typu V12 o pojemności 6,3 litra, który rozwija maksymalny moment obrotowy 637 Nm i moc 690 KM. Jednostka przenosi napęd na obie osie przy pomocy 7-biegowej, dwusprzęgłowej automatycznej skrzyni biegów.

### Sprzedaż
Po prezentacji Ferrari BR20 jesienią 2021 roku, unikalny pojedynczy egzemplarz zbudowany został w kolejnym, 2022 roku. Podobnie jak w przypadku większości samochodów Ferrari zbudowanych w ramach specjalnej linii Special Products, nie została ujawniona ani cena BR20, ani tożsamość nabywcy, na którego zlecenie skonstruowany został samochód.

### Silnik
- V12 6.3l 679 KM